# Pierre Genty de Bussy
Pierre Genty de Bussy (Pierre Genty à l'état civil jusqu'au 30 juin 1860, date à laquelle un décret impérial reconnaît son nom d'usage) est un homme politique français né le 28 septembre 1793 à Choisy-le-Roi (Seine) et décédé le 11 février 1867 à Paris.

## Biographie
Pierre Genty est le fils de Jean Claude Genty, négociant en bois, et de Jeanne Geneviève Picard. Le suffixe « de Bussy » ne sera apposé à Genty que tardivement, semble-t-il à la suite d'une adoption. Néanmoins la consultation de son dossier de légionnaire (Légion d'honneur) fait ressortir que ses états de services militaires en date du 4 mai 1831 sont établis sous le patronyme de Genty mais que l'acte qui lui confère la dignité de chevalier, en date du 22 mai 1832, est sous le double patronyme de Genty de Bussy. C'est entre ces deux dates que notre personnage prend l'habitude de se faire appeler Genty de Bussy, avec une certaine modération au début, puisque les divers arrêtés qu'il signe lorsqu'il est intendant à Alger ne portent que le nom de Genty (entre 1832-1834), mais l'ouvrage qui les contient est publié (dès 1833) sous le double patronyme de Genty de Bussy. Dans le procès qui l'oppose au sieur Cappé en 1834, ce dernier l'appelle : M. Genty se disant de Bussy (Prévention d'offenses envers la personne du Roi des Français poursuivie contre M. Cappé, etc…, Paris, 1834) 
Engagé en 1813 comme simple soldat au 28e régiment d'infanterie, il fut réformé peu après. Après avoir été quelque temps secrétaire du gouverneur du château de Fontainebleau, il entra en 1820 comme élève du corps réorganisé des inspecteurs aux revues et des commissaires des guerres en 1820. Employé à l'Armée des Pyrénées en 1823, il est ensuite nommé en 1824 secrétaire du gouverneur des Invalides puis sous-intendant militaire adjoint aux Invalides (1825). 
[Selon le relevé de ses états de service qui figure dans son dossier de chevalier de la légion d'honneur (LH 1113/45 pièce n° 4), sa carrière se serait déroulée de la manière suivante : 
– soldat du 29e régiment d'infanterie légère le 6 janvier 1813.
– réformé le 26 juillet 1813.
– secrétaire du gouvernement au château royal de Fontainebleau du 1er décembre 1814 au 27 septembre 1820.
– élève de l'intendance militaire le 27 septembre 1820.
– secrétaire du gouvernement des Invalides du 1er octobre 1822 au 16 juillet 1823.
– sous-intendant militaire adjoint le 16 juillet 1823.
– sous-intendant militaire de 3e classe le 31 décembre 1830.
Participe aux campagnes de l'armée des Pyrénées de 1823, 1824, 1825, 1826, 1827.]
Après avoir fait la guerre d'Espagne en 1827 comme intendant militaire, il est en mission en Grèce en 1828. Maître des requêtes au Conseil d’État en 1829, attaché en 1830 au comité de la Guerre et de la Marine, il est nommé sous-intendant militaire le 31 décembre 1830, puis intendant civil à Alger en 1832, poste qu'il occupa jusqu'en septembre 1834. S'étant brouillé avec le général Voirol commandant en chef, il fut rappelé à Paris. Son successeur, Lepasquier, débarqua à Alger le 28 septembre 1834. Genty de Bussy réintègre alors le Conseil d'État où il est nommé conseiller d’État en service extraordinaire. Ses fonctions de chef de l’administration de la Régence qu'il exerçait comme intendant civil lui permirent d'étudier les problèmes algériens de l'époque. 
Pierre Genty de Bussy est l'auteur d'un ouvrage qui demeure fondamental pour la connaissance des débuts de la colonisation de l'Algérie : De l'établissement des Français dans la régence d'Alger et des moyens d'y assurer la prospérité, Cet ouvrage suscite une petite énigme. Dans la seconde édition, qui date de 1839, l'auteur publie une importante bibliographie relative à l'Algérie, à ce propos il mentionne une première publication parue en 1833 et 1834 à l'Imprimerie royale d'Alger assortie du commentaire suivant : « Cet ouvrage n'a été imprimé qu'à 8 exemplaires. Il est plus complet que celui qui a été publié in 8°. Il est resté moitié entre les mains du gouvernement, moitié dans celles de l'auteur. » Ensuite, P. Genty de Bussy mentionne une première édition parue en 1835 chez Firmin Didot (in 8°), pour laquelle il reçoit une médaille de l'Académie des sciences ; la dernière édition, toujours chez Firmin Didot, date de 1839. Les textes publiés en 1833 et 1834 ne constituent pas un même et unique ouvrage. Il s'agit en réalité de deux volumineux rapports assortis de multiples pièces justificatives destinés, le premier, à la commission qui se rend en Afrique pour étudier la situation et recueillir les informations qui seront communiquées à la Commission élargie qui siège à Paris. C'est à cette dernière que Genty destine le second rapport imprimé en 1834. Par la suite il demandera au Ministre de la guerre la permission de publier le premier, ce qui lui sera refusé. Il attend de ne plus être en fonction pour faire paraître son ouvrage qu'il présente comme la première édition en 1835. Il résulte de cet ensemble de faits que le travail de Genty a connu quatre moutures, successivement en 1833, 1834, 1835 et 1839. Les trois premières diffèrent entre elles par le nombre et la nature des pièces justificatives qui les accompagnent, la quatrième comporte un texte plus complet, mais les pièces justificatives sont moins fournies. 
Pellissier de Reynaud, qui occupe alors des fonctions à l'état-major, et qui est en relation avec Genty de Bussy, écrit à propos de ce dernier : « Il serait fatigant pour l'auteur, autant que pour le lecteur, de rapporter ici, même succinctement, tous les arrêtés rendus sous M. Genty de Bussy. La quantité en est effrayante. Cet administrateur doué d'une grande facilité d'écrire et d'une prédilection toute particulière pour le travail du bureau, ne voyait l'Afrique que dans ses cartons. Quant à l'action réelle il ne fallait pas en parler. Plusieurs de ces arrêtés moururent en naissant, et ne reçurent pas même un commencement d'exécution. » (Annales Algériennes, édit. Slatkine, Genève, 2013, t.1, p. 227.)  
Il devient intendant et chef de division au ministère de la Guerre en 1839.  
Il est député du Morbihan de 1844 à 1848, siégeant avec la majorité soutenant la monarchie de Juillet et repoussant la réforme électorale, non sans toutefois être parfois critique envers Guizot. La chute de Louis-Philippe met un terme à sa carrière politique ; il intègre la réserve de l'intendance militaire.
Il épouse le 28 février 1827 Eulalie, fille du médecin aliéniste Antoine-Athanase Royer-Collard (et donc nièce du philosophe et homme politique Pierre-Paul Royer-Collard).
Sa fille Thérèse épousera Paul Emile Flye-Sainte-Marie et Marie-Madeleine, le fils de Pierre-Sébastien Laurentie.
Pierre Genty de Bussy était Commandeur de la Légion d'Honneur depuis 1845.

## Sources
- « Pierre Genty de Bussy », dans Adolphe Robert et Gaston Cougny, Dictionnaire des parlementaires français, Edgar Bourloton, 1889-1891 [détail de l’édition]